# Тиш, Гарри
Гарри Тиш (нем. Harry Tisch; 28 марта 1927, Хайнрихсвальде — 18 июня 1995, Берлин) — немецкий профсоюзный деятель, член политбюро ЦК СЕПГ. Председатель Правления Объединения свободных немецких профсоюзов ГДР.
В 1941—1944 годах Тиш учился слесарному делу, в 1944—1945 годах служил в вермахте. Попал в плен к британцам в Ноймюнстере. 28 ноября 1945 года ему удалось бежать. Тиш вступил в Социалистическую единую партию Германии, ССНМ и ОСНП. Окончив Высшую партийную школу при ЦК СЕПГ, Тиш работал на руководящих должностях в профсоюзных организациях. Впоследствии перешёл на партийную работу. В 1963 году был избран в ЦК СЕПГ, в 1971 году стал кандидатом в члены Политбюро ЦК СЕПГ. С 1963 года избирался депутатом Народной палаты, с 1975 года входил в состав Государственного совета ГДР и президиума Национального совета Национального фронта. В 1975—1989 годах занимал должность председателя ОСНП.
В ноябре 1989 года Тиш ушёл в отставку из Политбюро ЦК СЕПГ, был выведен из состава Государственного совета ГДР и исключён из ОСНП. В декабре 1989 года перед своим арестом был исключён из СЕПГ. В отношении Тиша было заведено уголовное дело по обвинению в злоупотреблениях и предательстве. В 1991 году Тиш был приговорён к 18 месяцам тюремного заключения. В 1995 году умер от сердечной недостаточности.